# 213省道 (安徽省)
安徽213省道，全称章广-白茆公路，简称章白路，是安徽省的一条纵向干线公路。 213省道起于南谯区章广镇 322省道，终于鸠江区白茆镇。途经南谯区章广镇，全椒县西王镇、大墅镇、古河镇，含山县仙踪镇、环峰镇、陶厂镇、运漕镇，鸠江区白茆镇。
213省道原为226省道塔古路（塔岗至古河公路）。

## 路段

### 含山至塔岗段
省道S226含山昭关至塔岗段改建工程有路线起自含山县昭关镇冲刘村，顺接省道S226，经昭关垭口、黄泥塘、道人塘、李山嘴、苍山垭口、陶厂镇，下穿合巢芜高速公路，至终点塔岗村接县道X016，全长34.6公里。全线采用双向四车道一级公路标准，设计速度80公里/小时,一般公路段路基断面组成为0.75米土路肩+2.5米硬路肩+2*3.75米行车道+0.5米路缘带+2.0米中央分隔带+0.5米路缘带+2*3.75米行车道+2.5米硬路肩+0.75米土路肩，路基总宽度24.50米。